# Iwan Kuzik
Iwan Kuzik, ukr. Іван Кузік (zm. w 1944) – ukraiński nauczyciel, Sprawiedliwy wśród Narodów Świata, ofiara zbrodni ukraińskich nacjonalistów.
Z zawodu był nauczycielem, podczas II wojny światowej mieszkał w Stryju wraz z żoną Kateryną i małymi dziećmi. W czasie okupacji niemieckiej wybudował w pobliżu wsi Niniów Dolny "bunkier", w którym ukrycie znalazło 13 Żydów, w tym Jakow Rappaport z rodziną i Regina Reiner. Co kilka dni Kuzik dostarczał ukrywanym pożywienie. Pomoc była niesiona za wynagrodzeniem, m.in. Rappaportowie obiecali Kuzikowi za ocalenie cały swój majątek.
O fakcie pomagania Żydom przez Iwana wiedziała jego żona. Gdy Regina Reiner zachorowała, Kuzik przeniósł ją do swojego domu, by mogła wyzdrowieć. Jej obecność była ukrywana przed dziećmi Kuzików.
Żydzi dotrwali w ukryciu do zajęcia tych terenów przez Armię Czerwoną w sierpniu 1944 roku i przenieśli się do Stryja i innych miast. Wkrótce po tym Iwan Kuzik został zastrzelony przez banderowców, co miało być karą za ukrywanie Żydów.
W 2009 roku Instytut Jad Waszem pośmiertnie uhonorował Iwana Kuzika tytułem Sprawiedliwego wśród Narodów Świata. 